# غريغ بريغز
غريغ بريغز (بالإنجليزية: Greg Briggs)‏ هو لاعب كرة قدم أمريكية ولاعب كرة القدم الكندية أمريكي، ولد في 19 أكتوبر 1968 في ميدفيل في الولايات المتحدة.

## وصلات خارجية
- غريغ بريغز على موقع مرجع كرة القدم المحترفة.كوم (الإنجليزية)
- غريغ بريغز على موقع JustSportsStats.com (الإنجليزية)